# Eupithecia stertzi
Eupithecia stertzi is een vlinder uit de familie spanners (Geometridae). De wetenschappelijke naam is voor het eerst geldig gepubliceerd in 1911 door Rebel.
De soort komt voor in Europa.